# Introzzo
Introzzo es una localidad italiana, capital del municipio de Valvarrone en la provincia de Lecco, región de Lombardía, con 137 habitantes.
Fue un municipio independiente hasta el 31 de diciembre de 2017, en que fue disuelto y pasó a formar parte del municipio de Valvarrone.

## Evolución demográfica
| Gráfica de evolución demográfica de Introzzo entre 1861 y 2001 |
|                                                                |
| Fuente ISTAT - elaboración gráfica de Wikipedia                |